# Helen Hunt
Helen Elizabeth Hunt (Culver City, 15 giugno 1963) è un'attrice e regista statunitense, vincitrice dell'Oscar alla miglior attrice nel 1998.
Tra i suoi film più noti ci sono Twister (1996), Qualcosa è cambiato (1997), Cast Away (2000), What Women Want (2000), La maledizione dello scorpione di giada (2001).

## Biografia

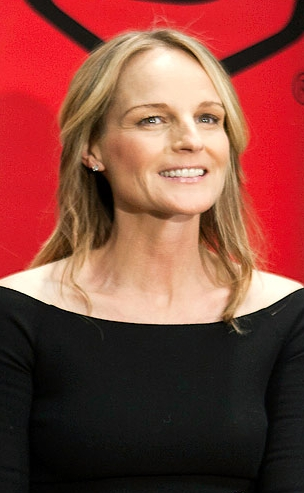
Helen Hunt a Grand Rapids (Michigan) nel 2011

Di famiglia ebraica, figlia unica di Gordon Hunt, produttore e professore di arti drammatiche, e Jane Elizabeth Novis, fotografa, i suoi genitori hanno divorziato nel 1981. È nipote del regista Peter H. Hunt. Inizia a prendere lezioni di recitazione molto presto, dall'età di 8 anni, con suo padre. Inizia così la sua carriera di attrice circa un anno dopo, con ruoli in diversi telefilm, come La donna bionica, L'albero delle mele e A cuore aperto, nonché a teatro.
Ottiene il suo primo vero ruolo nel film Twister che racconta le avventure dei cacciatori di tornado. Ha ottenuto fama e popolarità grazie al ruolo di Jamie Stemple Buchman nella sitcom Innamorati pazzi, ruolo che ha ricoperto dal 1992 al 1999, il quale le ha fruttato innumerevoli premi televisivi. Ha poi ottenuto dei riconoscimenti ufficiali nel 1997, incarnando Carol Connelly nel film Qualcosa è cambiato, ruolo che le valse l'Oscar alla miglior attrice. Inoltre per questa interpretazione è stata la prima attrice in assoluto a vincere nello stesso anno il SAG, l'Oscar ed il Golden Globe (in un film commedia o musicale) come migliore attrice, oltre ai premi cinematografici vince nello stesso anno il Premio Emmy per la serie Innamorati pazzi. Nel 1998 debuttò a Broadway nella commedia shakespeariana La dodicesima notte, in cui interpreta Viola accanto al Malvolio di Philip Bosco.
Ha preso parte a film come Il dottor T e le donne, Un sogno per domani, What Women Want - Quello che le donne vogliono, Cast Away, La maledizione dello scorpione di giada, Le seduttrici e Bobby. Nel 2007 debutta alla regia con Quando tutto cambia, di cui è anche interprete al fianco di Colin Firth e Bette Midler. Nel 2012 prende parte al film The Sessions - Gli incontri, ottenendo grande plauso dalla critica per la sua toccante interpretazione; per questo ruolo ha ottenuto la sua seconda candidatura all'Oscar, questa volta come migliore attrice non protagonista, senza però vincerlo.

## Vita privata
Sostenitrice del Partito Democratico americano, Helen Hunt si è sposata il 17 luglio 1999 con Hank Azaria; i due hanno divorziato nel dicembre 2000. Dal 2001 al 2017 è stata legata al produttore Matthew Carnahan da cui ha avuto una figlia, Måkena Lei Gordon Carnahan, nata il 13 maggio 2004.

## Filmografia parziale

### Attrice

#### Cinema
- Rollercoaster - Il grande brivido (Rollercoaster), regia di James Goldstone (1977)
- Trancers - Corsa nel tempo (Trancers), regia di Charles Band (1985)
- Voglia di ballare (Girls Just Want to Have Fun), regia di Alan Metter (1985)
- Peggy Sue si è sposata (Peggy Sue Got Married), regia di Francis Ford Coppola (1986)
- Il principe ranocchio (The Frog Prince), regia di Jackson Hunsicker (1988)
- Fuga dal futuro - Danger Zone (Project X), regia di Jonathan Kaplan (1987)
- Il sentiero dei ricordi (Stealing Home), regia di Steven Kampmann (1988)
- Gli irriducibili (Miles from Home), regia di Gary Sinise (1988)
- Vendetta trasversale (Next of Kin), regia di John Irvin (1989)
- Trancers II: The Return of Jack Deth (Trancers II), regia di Charles Band (1991)
- Vita di cristallo (The Waterdance), regia di Michael Steinberg e Neal Jiménez (1992)
- Weekend senza il morto (Only You), regia di Betty Thomas (1992)
- Bob Roberts, regia di Tim Robbins (1992)
- Mr. sabato sera (Mr. Saturday Night), regia di Billy Crystal (1992)
- Il potere della mente (Trancers III), regia di C.Courtney Joyner (1992)
- Il bacio della morte (Kiss of Death), regia di Barbet Schroeder (1995)
- Twister, regia di Jan de Bont (1996)
- Qualcosa è cambiato (As Good as It Gets), regia di James L. Brooks (1997)
- Il dottor T e le donne (Dr T and the Women), regia di Robert Altman (2000)
- Un sogno per domani (Pay It Forward), regia di Mimi Leder (2000)
- Cast Away, regia di Robert Zemeckis (2000)
- What Women Want - Quello che le donne vogliono (What Women Want), regia di Nancy Meyers (2000)
- La maledizione dello scorpione di giada (The Curse of the Jade Scorpion), regia di Woody Allen (2001)
- Le seduttrici (A Good Woman), regia di Mike Barker (2004)
- Bobby, regia di Emilio Estevez (2007)
- Quando tutto cambia (Then She Found Me), regia di Helen Hunt (2007)
- Every Day, regia di Richard Levine (2010)
- Soul Surfer, regia di Sean McNamara (2011)
- The Sessions - Gli incontri (The Sessions), regia di Ben Lewin (2012)
- Annie Parker (Decoding Annie Parker), regia di Steven Bernstein (2013)
- Ride - Ricomincio da me (Ride), regia di Helen Hunt (2014)
- Una stagione da ricordare (The Miracle Season), regia di Sean McNamara (2018)
- Dolci scelte (Candy Jar), regia di Ben Shelton (2018)
- I See You, regia di Adam Randall (2019)
- I segreti della notte (The Night Clerk), regia di Michael Cristofer (2020)

#### Televisione
- All Together Now, regia di Randal Kleiser – film tv (1975)
- Swiss Family Robinson – serie TV, 20 episodi (1975-1976)
- Mary Tyler Moore (The Mary Tyler Moore Show) – serie TV, episodio 7x20 (1977)
- Autostop per il cielo (Highway to Heaven) – serie TV, episodi 1x24-1x25 (1985)
- Fotogrammi di guerra (Shooter), regia di Gary Nelson – film TV (1988)
- Giovani bruciati (Murder in New Hampshire: The Pamela Wojas Smart Story), regia di Joyce Chopra – film TV (1991)
- Innamorati pazzi (Mad About You) – serie TV, 174 episodi (1992-2019)
- Friends – serie TV, 1 episodio (1995)
- Empire Falls - Le cascate del cuore (Empire Falls), regia di Fred Schepisi – miniserie TV (2005)
- World on Fire – serie TV, 7 episodi (2019)

### Doppiatrice
- I Simpson (The Simpsons) – serie TV, 1 episodio (1998)

### Regista
- Quando tutto cambia (Then She Found Me) (2007)
- Californication – serie TV, 1 episodio (2012)
- Revenge – serie TV, 2 episodi (2013)
- Ride - Ricomincio da me (Ride) (2014)
- Feud – serie TV, 1 episodio (2017)
- American Housewife – serie TV, 4 episodi (2018)
- The Politician – serie TV, 1 episodio (2019)
- Innamorati pazzi (Mad About You) – serie TV, 8 stagioni (1998-2019)

## Teatro
- Piccola città di Thornton Wilder, regia di Gregory Mosher. Lyceum Theatre di Broadway (1988)
- La bisbetica domata di William Shakespeare, regia di A.J. Antoon. Delacorte Theater di New York (1990)
- La dodicesima notte di William Shakespeare, regia di Nicholas Hytner. Lincoln Center di Broadway (1998)
- Tre variazioni della vita di Yasmina Reza, regia di Matthew Warchus. Circle in the Square Theatre di Broadway (2003)
- Piccola città di Thornton Wilder, regia di David Cromer. Barrow Street Theatre di New York (2009)
- Molto rumore per nulla di William Shakespeare, regia di Ben Donenberg. Shakespeare Center di Los Angeles (2010)
- Piccola città di Thornton Wilder, regia di David Cromer. The Eli and Edythe Broad Stage at Santa Monica College Performing Arts Center di Santa Monica (2013)
- Working di Stephen Schwartz e Nina Faso, regia di Anne Kauffman. New York City Center di New York (2019)
- Eureka Day di Jonathan Spector, regia di Katy Rudd. Old Vic di Londra (2022)

## Riconoscimenti
- Premio Oscar
  - 1998 – Miglior attrice per Qualcosa è cambiato
  - 2013 – Candidatura alla miglior attrice non protagonista per The Sessions - Gli incontri
- Golden Globe
  - 1993 – Candidatura alla migliore attrice in una serie TV commedia o musicale per Innamorati pazzi
  - 1994 – Migliore attrice in una serie TV commedia o musicale per Innamorati pazzi
  - 1995 – Migliore attrice in una serie TV commedia o musicale per Innamorati pazzi
  - 1996 – Candidatura alla Migliore attrice in una serie TV commedia o musicale per Innamorati pazzi
  - 1997 – Migliore attrice in una serie TV commedia o musicale per Innamorati pazzi
  - 1998: Candidatura Migliore attrice in una serie TV commedia o musicale per Innamorati pazzi
  - 1998: Migliore attrice in un film commedia o musicale per Qualcosa è cambiato
  - 2013: Candidatura Migliore attrice non protagonista in un film per The Sessions – Gli incontri
- BAFTA
  - 2013 – Candidatura BAFTA alla migliore attrice non protagonista per The Sessions – Gli incontri
- Premio Emmy
  - 1993 – Candidatura Emmy alla migliore attrice in una serie tv commedia per Innamorati pazzi
  - 1994 – Candidatura Emmy alla migliore attrice in una serie tv commedia per Innamorati pazzi
  - 1995 – Candidatura Emmy alla migliore attrice in una serie tv commedia per Innamorati pazzi
  - 1996 – Emmy alla migliore attrice in una serie tv commedia per Innamorati pazzi
  - 1997 – Emmy alla migliore attrice in una serie tv commedia per Innamorati pazzi
  - 1998 – Emmy alla migliore attrice in una serie tv commedia per Innamorati pazzi
  - 1999 – Emmy alla migliore attrice in una serie tv commedia per Innamorati pazzi
- Screen Actors Guild Award
  - 1995 – Screen Actors Guild Award per la migliore attrice in una serie commedia per Innamorati pazzi
  - 1995 – Candidatura Screen Actors Guild Award per il miglior cast in una serie commedia per Innamorati pazzi
  - 1996 – Candidatura Screen Actors Guild Award per la migliore attrice in una serie commedia per Innamorati pazzi
  - 1996 – Candidatura Screen Actors Guild Award per il miglior cast in una serie commedia per Innamorati pazzi
  - 1997 – Candidatura Screen Actors Guild Award per la migliore attrice in una serie commedia per Innamorati pazzi
  - 1997 – Candidatura Screen Actors Guild Award per il miglior cast in una serie commedia per Innamorati pazzi
  - 1998 – Screen Actors Guild Award per la migliore attrice cinematografica per Qualcosa è cambiato
  - 1998 – Candidatura Screen Actors Guild Award per la migliore attrice in una serie commedia per Innamorati pazzi
  - 1998 – Candidatura Screen Actors Guild Award per il miglior cast in una serie commedia per Innamorati pazzi
  - 2007 – Candidatura Screen Actors Guild Award per il miglior cast cinematografico per Bobby
  - 2013 – Candidatura Screen Actors Guild Award per la migliore attrice non protagonista cinematografica per The Sessions – Gli incontri
- Satellite Award
  - 1997 – Satellite Award per la migliore attrice per Qualcosa è cambiato
  - 1997 – Candidatura Satellite Award per la miglior attrice in una serie commedia o musicale per Innamorati pazzi
  - 1998 – Candidatura Satellite Award per la miglior attrice in una serie commedia o musicale per Innamorati pazzi
  - 1999 – Candidatura Satellite Award per la miglior attrice in una serie commedia o musicale per Innamorati pazzi
  - 2012 – Candidatura Satellite Award per la migliore attrice non protagonista per The Sessions – Gli incontri[7]
- Saturn Award
  - 1997 – Candidatura Saturn Award per la miglior attrice per Twister
- Critics' Choice Movie Award
  - 2013 – Candidatura Critics' Choice Award alla miglior attrice non protagonista per The Sessions – Gli incontri
- MTV Movie Award
  - 1997 – Candidatura MTV Movie Award alla miglior performance femminile per Twister
  - 1998 – Candidatura MTV Movie Award alla miglior performance femminile per Qualcosa è cambiato
  - 2001 – Candidatura MTV Movie Award al miglior bacio (con Tom Hanks) per Cast Away
- Blockbuster Entertainment Awards
  - 1996 – Blockbuster Entertainment Award per la migliore attrice di film di azione per Twister
  - 1997 – Blockbuster Entertainment Award per la migliore attrice di film commedia per Qualcosa è cambiato
  - 2000 – Blockbuster Entertainment Award per la migliore attrice di film commedia per What Women Want - Quello che le donne vogliono
  - 2000 – Candidatura Blockbuster Entertainment Award per la migliore attrice di film drammatico per Un sogno per domani
  - 2000 – Blockbuster Entertainment Award per la migliore attrice di film drammatico per Cast Away

### Altri Premi
- 1997 – Florida Film Critics Circle Award per la miglior attrice per Qualcosa è cambiato
- 1997 – Candidatura Chicago Film Critics Association Award per la migliore attrice per Qualcosa è cambiato
- 1997 – Candidatura Los Angeles Film Critics Association Award alla miglior attrice per Qualcosa è cambiato
- 1999 – Candidatura Empire Awards per la miglior attrice per Qualcosa è cambiato
- 2012 – Candidatura Phoenix Film Critics Society Awards per la miglior attrice non protagonista per The Sessions – Gli incontri
- 2013 – Independent Spirit Award per la miglior attrice non protagonista per The Sessions – Gli incontri
- 2013 – Candidatura Online Film Critics Society Award per la miglior attrice non protagonista per The Sessions – Gli incontri
- 2013 – Candidatura Detroit Film Critics Society per la miglior attrice non protagonista per The Sessions – Gli incontri

## Doppiatrici italiane
Nelle versioni in italiano dei suoi lavori, Helen Hunt è stata doppiata da:
- Franca D'Amato ne Il dottor T e le donne, Un sogno per domani, Cast Away, What Women Want - Quello che le donne vogliono, La maledizione dello scorpione di giada, Quando tutto cambia, Every Day, Ride - Ricomincio da me, I segreti della notte
- Alessandra Korompay in Soul Surfer, The Sessions - Gli incontri, Dolci scelte
- Emanuela Rossi in Vendetta trasversale, Vita di cristallo, Bobby
- Isabella Pasanisi in Peggy Sue si è sposata, Qualcosa è cambiato
- Cinzia De Carolis in Fuga dal futuro - Danger Zone, Empire Falls - Le cascate del cuore
- Silvia Pepitoni in Giovani bruciati, Innamorati pazzi
- Laura Boccanera in Mr. sabato sera, Il bacio della morte
- Roberta Greganti in Twister, Le seduttrici
- Cristina Boraschi in Weekend senza il morto, Friends
- Eleonora De Angelis in Sweet Revenge, I See You
- Cinzia Mantegazza in Trancers - Corsa nel tempo
- Ilaria Stagni in Voglia di ballare
- Loretta Stroppa ne Gli irriducibili
- Paola Della Pasqua in Annie Parker
- Alessandra Cerruti in Una stagione da ricordare

Da doppiatrice è sostituita da:
- Veronica Pivetti ne I Simpson